# Radnice
Radnice är en stad i Tjeckien. Den ligger i regionen Plzeň, i den västra delen av landet, 60 km väster om huvudstaden Prag. Radnice ligger 387 meter över havet och antalet invånare är 1 749.
Terrängen runt Radnice är platt norrut, men söderut är den kuperad. Runt Radnice är det ganska glesbefolkat, med 29 invånare per kvadratkilometer. Närmaste större samhälle är Rokycany, 12,7 km söder om Radnice. Trakten runt Radnice består till största delen av jordbruksmark.